# Le Roy (Michigan)
Le Roy é uma vila localizada no estado americano de Michigan, no Condado de Osceola.

## Demografia
Segundo o censo americano de 2000, a sua população era de 267 habitantes.
Em 2006, foi estimada uma população de 263, um decréscimo de 4 (-1.5%).

## Geografia
De acordo com o United States Census Bureau tem uma área de
2,5 km², dos quais 2,5 km² cobertos por terra e 0,0 km² cobertos por água. Le Roy localiza-se a aproximadamente 374 m acima do nível do mar.

## Localidades na vizinhança
O diagrama seguinte representa as localidades num raio de 24 km ao redor de Le Roy.